# Effet Nernst
En physique et en chimie, l'effet Nernst (appelé également premier effet Nernst–Ettingshausen, d'après Walther Nernst et Albert von Ettingshausen (en)) est un phénomène thermoélectrique (ou thermomagnétique) observé lorsqu'un conducteur est soumis à un champ magnétique et à un gradient de température normal (perpendiculaire) à ce champ. Un champ électrique sera induit, de direction normale aux deux précédentes.
Cet effet est quantifié par le coefficient de Nernst {\displaystyle \nu }, défini par :
{\displaystyle \nu ={\frac {E_{y}}{B_{z}}}{\frac {1}{\partial _{x}T}}}
où {\displaystyle E_{y}} est la composante y du champ électrique qui résulte de la composante z du champ magnétique {\displaystyle B_{z}} et de la composante x du gradient de température {\displaystyle \partial _{x}T}.
Le phénomène inverse est appelé effet Ettingshausen ou aussi second effet Nernst–Ettingshausen.

## Origine physique
Les porteurs de charge mobiles (par exemple les électrons de la bande de conduction dans un semi-conducteur) se déplaceront le long des gradients de température à cause de la relation entre la température et l'énergie cinétique. S'il y a un champ magnétique perpendiculaire au gradient de température et que les porteurs sont électriquement chargés, ils subissent une force perpendiculaire à leur direction de mouvement (également celle du gradient de température) et au champ magnétique. Et donc, un champ électrique perpendiculaire est induit.

## Matériaux concernés
Les semi-conducteurs présentent l'effet Nernst, comme observé pour la première fois par T. V. Krylova et I. V. Mochan en Union Soviétique en 1955. Dans les métaux cependant, il est presque inexistant.

### Supraconducteurs
L'effet Nernst apparaît dans la phase tourbillonnaire (en) des supraconducteurs de type II à cause du mouvement des tourbillons,,. Les supraconducteurs à haute température présentent l'effet Nernst à la fois dans la phase supraconductrice et dans la phase pseudogap. Les supraconducteurs à fermions lourds (en) peuvent présenter un fort signal Nernst qui n'est très probablement pas dû aux tourbillons.